# Luka Magnotta
Luka Rocco Magnotta, også kendt som Vladimir Romanov eller Mattia Del Santo og født som Eric Clinton Kirk Newman (født 24. juli 1982), er en canadisk morder, der blev dømt for i 2012 at have myrdet og parteret Jun Lin, en 33-årig kinesisk udvekslingsstudent, hvorefter han via post sendte dennes lemmer, til kontorerne for forskellige canadiske politiske partier. Efter en snuffvideo som menes at vise mordet blev lagt online, flygtede Magnotta ud af landet, blev der blev af Interpol udstedt en international arrestordre
, og han blev senere hovedpersonen i en international menneskejagt. Han blev pågrebet den 4. juni på en internetcafe i Berlin, mens han var ved at læse en nyhed om sig selv. Han har tidligere været eftersøgt af dyreværnsorganisationer, fordi han formodes at stå bag videoer, hvor han torturerer killinger.

## Historie
Magnotta, født Eric Clinton Newman, blev født i Scarborough, Ontario. Han flyttede til Lindsay, Ontario sammen med sine bedsteforældre og gik på I. E. Weldon Secondary School. Han skiftede navn til Luka Rocco Magnotta den 12. august, 2006.
I 2003 begyndte Magnotta at dukke op i pornografiske videoer og arbejdede lejlighedsvis også som stripper og mandlig escort. Han har ved flere lejligheder identificeret sig selv som biseksuel eller som heteroseksuel, altså strengt taget "gay-for-pay", hvilket bekræftes af hans romantiske forhold til forskellige kvinder. På trods af hans store bevågenhed i medierne, som pornostjerne, synes hans karriere at have været relativt kort. Han synes også at have forskønnet sine porno legitimationsoplysninger ved at hævde kredit for mange andre videoer, hvor han ikke optrådte.
Han optrådte også som pin-up model i 2005-udgaven af Toronto's fab-magasin under navnet "Jimmy". I 2007, var han en mislykket deltager i OUTtv's realityserie COVERguy; eftersom han kun havde en optræden i showet fordi han ikke blev valgt af dommerne til at fortsætte i konkurrencen. Senere har han dog hævdet at han var blandt finalisterne, og forlod showet pga. uoverensstemmelser med producenterne.
I 2005, blev Magnotta dømt for tre anklagepunkter mod Sears Canada, The Brick, og i 2001 også mod Audio Video efter at have narret en kvinde til at købe varer for $16,900 på et stjålet kreditkort, og fik så senere en dom på ni-måneders betinget fængsel med 12 måneders prøvetid.
Flere nyheder opstod i 2007, efter at han påstod at han var i et forhold med Karla Homolka, en højt-profileret canadisk morder,. I et interview med Toronto Sun, hævdede Magnotta dog at han aldrig havde mødt hende. Under en undersøgelse af mordene, meddelte Montreal-politiet i første omgang at parret havde datet, men trak dog senere erklæringen tilbage, og erkendte, at de ikke havde nogen nye beviser, der kunne underbygge påstanden.
I 2007, blev Magnotta erklæret personligt konkurs. Konkursen blev fuldt afdækket i december 2007.